# Keystone Aircraft
Die Keystone Aircraft Corporation war ein US-amerikanischer Flugzeughersteller mit Sitz in Bristol (Pennsylvania).

## Geschichte

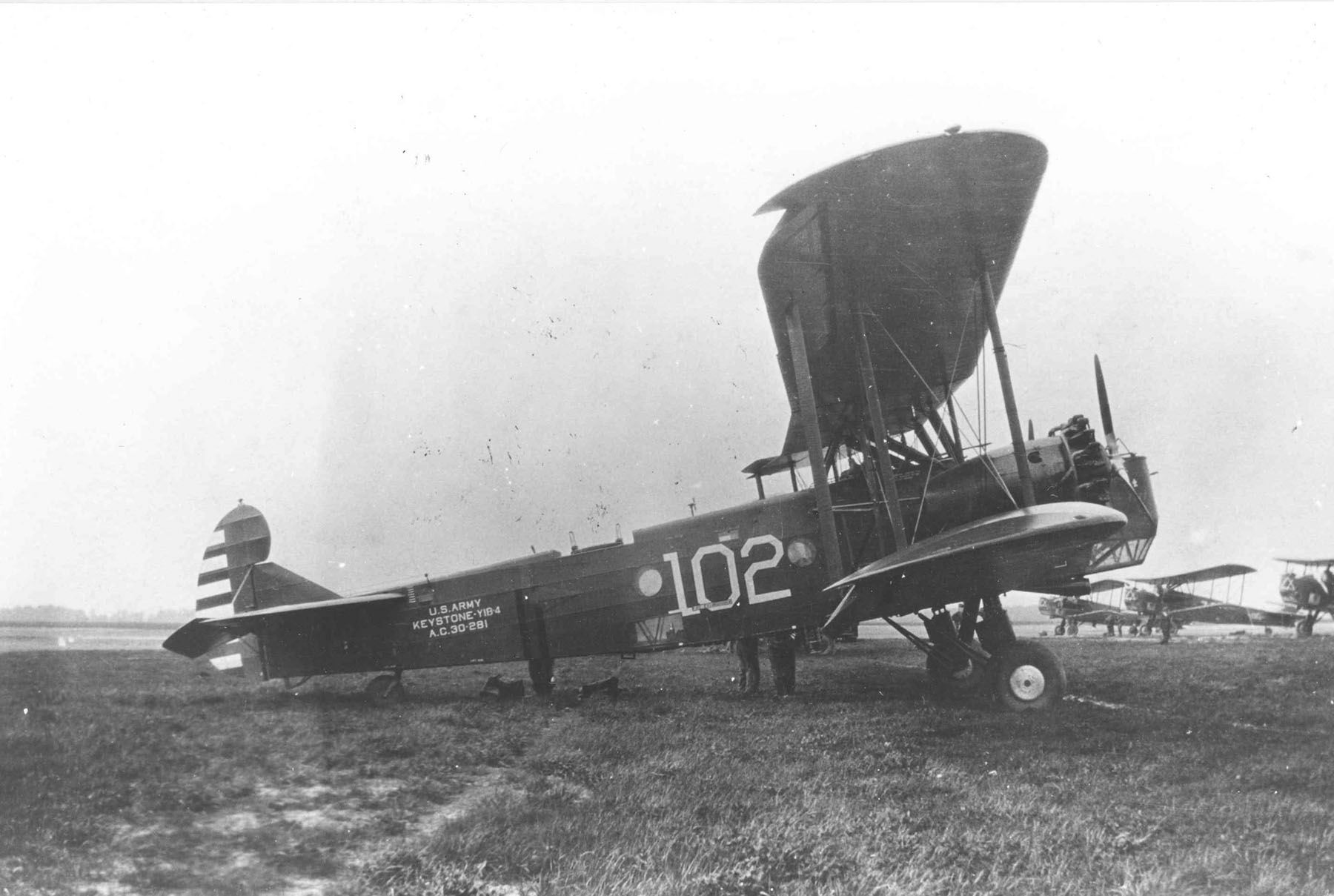
Eine Keystone Y1B-4

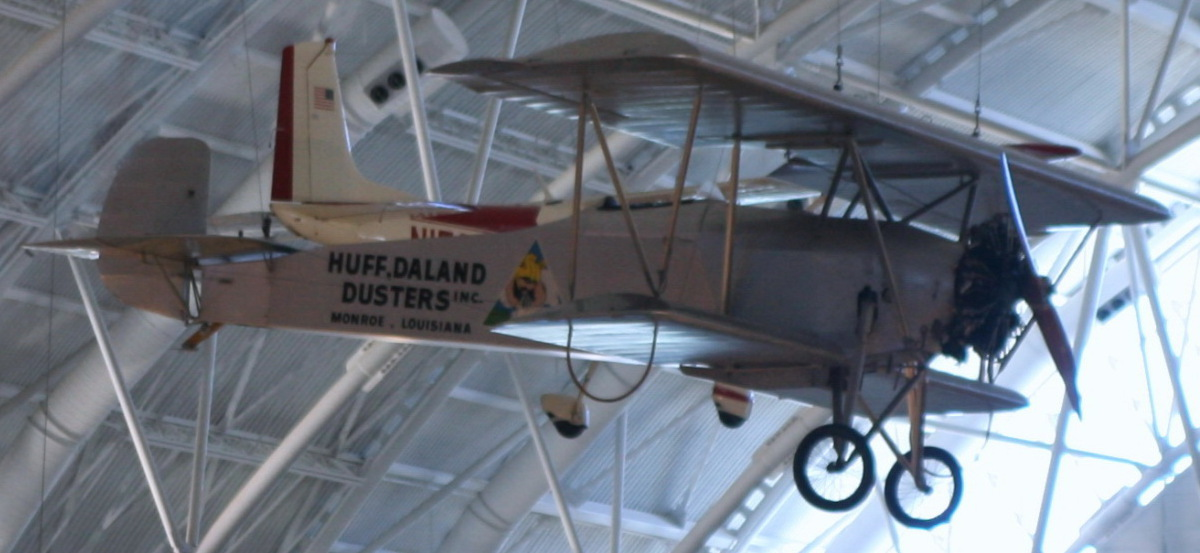
Eines der 18 für Huff Daland Dusters gebauten Sprühflugzeuge des Typs Duster Petrel 31

Das Unternehmen wurde im Jahr 1920 von Thomas Huff und Elliot Daland in Ogdensburg (New York) als Ogdensburg Aeroway Corporation gegründet. Schnell änderte man den Namen in Huff-Daland Manufacturing Company und schließlich 1924 in Huff-Daland Aero Company. Das Unternehmen baute anfangs Schulflugzeuge und ab 1923 auch Bomber für den United States Army Air Service. Ab 1924 war James Smith McDonnell, der spätere Gründer der McDonnell Aircraft Corporation, kurzzeitig als Chefingenieur für den Flugzeughersteller tätig. Im selben Jahr entstand das in Macon (Georgia) ansässige Tochterunternehmen Huff Daland Dusters, für das der Hersteller das weltweit erste Agrarflugzeug entwickelte. Das Tochterunternehmen setzte die 18 gebauten Sprühflugzeuge im Auftrag von Baumwollfarmern zur Schädlingsbekämpfung ein. Im Jahr 1925 wurde der landwirtschaftliche Flugbetrieb nach Monroe (Louisiana) verlegt. 
Der Flugzeughersteller Huff-Daland Aero Company verlegte 1925 den Geschäftssitz und die Produktion nach Bristol (Pennsylvania). Im Jahr 1926 verließ Thomas Huff das Unternehmen, das kurz darauf von der Investmentgesellschaft Hayden, Stone & Co gekauft wurde. Die neuen Eigentümer nahmen eine Kapitalerhöhung auf 1 Million US-$ vor und benannten das Unternehmen am 8. März 1927 in Keystone Aircraft Corporation um. Dabei wurde auch das in Monroe (Louisiana) ansässige Agrarflugunternehmen Huff Daland Dusters übernommen, das seinen Betrieb unter dem alten Namen fortsetzte. Das Tochterunternehmen Huff Daland Dusters eröffnete 1927 eine Niederlassung in Peru, aus der am 4. September 1928 die Fluggesellschaft Peruvian Airways entstand. Sie wurde kurz nach ihrer Gründung von Hayden, Stone & Co an den Pan-Am-Gründer Juan Trippe verkauft, der sie 1929 zur Pan American-Grace Airways umgeformte. Parallel dazu boten Hayden, Stone & Co auch das Unternehmen Huff Daland Dusters in Monroe (Louisiana) zum Verkauf an, welches im November 1928 von Collett E. Woolman erworben wurde. Hieraus ging die Fluggesellschaft Delta Air Service hervor.
Im Oktober 1928 übernahm die Keystone Aircraft Corporation den Flugzeughersteller Loening Aeronautical Engineering Corporation, der als Firmensparte erhalten blieb und seine Produktion von New York nach Bristol (Pennsylvania) verlegte. Das Unternehmen Keystone-Loening wurde kurz darauf von der Wright Aeronautical Corporation aufgekauft, die am 26. Juni 1929 mit der Curtiss Aeroplane and Motor Company zum Konzern Curtiss-Wright fusionierte. Das Keystone-Werk in Bristol blieb zunächst als Produktionsstandort von Curtiss-Wright bestehen. Wegen Ausbleibens von Aufträgen wurde es im Jahr 1932 geschlossen.

## Flugzeugtypen
- Huff-Daland Duster Petrel 31
- Keystone XB-1Bs
- Keystone B-3A
- Keystone K-47
- Keystone LB-6
- Keystone PK-1
- Keystone-Loening K-84
- Keystone-Loening K-85